# Лима-Кампус

Лима-Кампус на карте штата.

Лима-Кампус (порт. Lima Campos) — муниципалитет в Бразилии, входит в штат Мараньян. Составная часть мезорегиона Центр штата Мараньян. Входит в экономико-статистический микрорегион Медиу-Меарин. Население составляет 11 423 человека на 2010 год. Занимает площадь 321,932 км². Плотность населения — 35,48 чел./км².

## Демография
Согласно сведениям, собранным в ходе переписи 2010 г. Национальным институтом географии и статистики (IBGE), население муниципалитета составляет:
| Полное население                               | Полное население                               | Полное население                               | Полное население                               | 11 423 |
| ---------------------------------------------- | ---------------------------------------------- | ---------------------------------------------- | ---------------------------------------------- | ------ |
| в том числе:                                   | Городское население                            | 6793                                           | Процент городского населения, %                | 59,47  |
|                                                | Сельское население                             | 4630                                           | Процент сельского населения, %                 | 40,53  |
|                                                | Мужское население                              | 5615                                           | Процент мужского населения, %                  | 49,16  |
|                                                | Женское население                              | 5808                                           | Процент женского населения, %                  | 50,84  |
| Плотность населения, чел/км²                   | Плотность населения, чел/км²                   | Плотность населения, чел/км²                   | Плотность населения, чел/км²                   | 35,48  |
| Население муниципалитета в % к населению штата | Население муниципалитета в % к населению штата | Население муниципалитета в % к населению штата | Население муниципалитета в % к населению штата | 0,17   |

По данным оценки 2016 года, население муниципалитета составляет 11 642 жителя.

## История
Город основан 15 января 1962 года. 

## Статистика
- Валовой внутренний продукт на 2003 год составляет 11 457 917,00 реалов (данные: Бразильский институт географии и статистики).
- Валовой внутренний продукт на душу населения на 2003 год составляет 1054,38 реала (данные: Бразильский институт географии и статистики).
- Индекс развития человеческого потенциала на 2000 год составляет 0,581 (данные: Программа развития ООН).